# 拉烏尼翁 (智利)

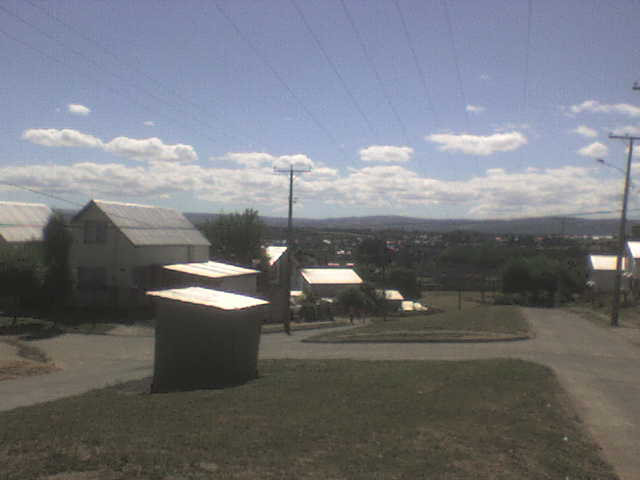

拉烏尼翁是智利的城市，位於該國中部，由河大區負責管轄，距離奧索爾諾40公里，始建於1821年2月13日，面積2,137平方公里，海拔高度28米，2002年人口39,447。

## 外部連結
- （西班牙文） Municipality of La Unión （页面存档备份，存于）